# Lombillo de Los Barrios
Lombillo de Los Barrios es una pedanía del municipio de Ponferrada en la comarca de El Bierzo, provincia de León, comunidad autónoma de Castilla y León, España.
Perteneció al municipio de Los Barrios de Salas, hasta la desaparición de éste. Es uno de los tres pueblos (Lombillo, Salas y Villar) que junto con otro ya desaparecido formaban la zona conocida como Los Barrios. El antiguo municipio abarcaba un amplio término municipal, con localidades de los alrededores, como Espinoso de Compludo y San Cristóbal de Valdueza.
Declarado Bien de Interés Cultural con categoría de Conjunto Histórico en noviembre de 2014, junto con las cercanas localidades de Salas de los Barrios y Villar de los Barrios.

## Datos básicos
Está situado al sureste de Ponferrada, a 6 km de la plaza del Ayuntamiento y 6,8 km de la plaza de Julio Lazurtegui.
Desde Ponferrada se accede a Lombillo de los Barrios, saliendo por el nuevo Puente Boeza, donde comienza la carretera LE-5204 (Ponferrada a Campo de Las Danzas por San Esteban de Valdueza), con desvío a la izquierda a unos 200 m hacia la LE-5228 (de Ponferrada a Corporales por Salas de Los Barrios). En el kilómetro 3 de la LE-5228 se inicia, a la izquierda, la LE-5240 que sube hasta Lombillo. Esta última es una carretera de 2 km de longitud con un 10 % de pendiente media.
También es posible llegar desde Salas de los Barrios, saliendo por la LE-5228 hacia Corporales, con desvío inmediato a la izquierda por el camino rural asfaltado que pasa por la iglesia de San Martín. Desde Villar de los Barrios, se accede a Salas de los Barrios por la misma LE-5228, girando a la derecha después de la Iglesia del Cristo, y continuando por la ruta anterior.
Igualmente, desde Molinaseca, por un camino rural asfaltado que se inicia junto al albergue de peregrinos, y que tiene una rampa del 17 % de desnivel en la primera parte del recorrido (ascendido con la denominación de Alto de Lombillo por la Vuelta Ciclista a España, Vuelta a Castilla y León o la Vuelta a León).
Desde San Lorenzo del Bierzo o San Cristóbal de Valdueza se puede acortar el recorrido, si se dispone de un vehículo todo terreno o una moto, por los amplios caminos rurales de tierra, para llegar hasta Villar de Los Barrios y desde ahí seguir las indicaciones anteriores.
Cercano a Salas de los Barrios y Villar de los Barrios.

## Evolución demográfica
| 2000 | 2001 | 2002 | 2003 | 2004 | 2005 | 2006 | 2007 | 2008 | 2009 | 2010 | 2011 | 2014 | 2016 |
| 58   | 65   | 67   | 68   | 66   | 66   | 71   | 68   | 70   | 71   | 66   | 66   | 68   | 69   |

## Turismo

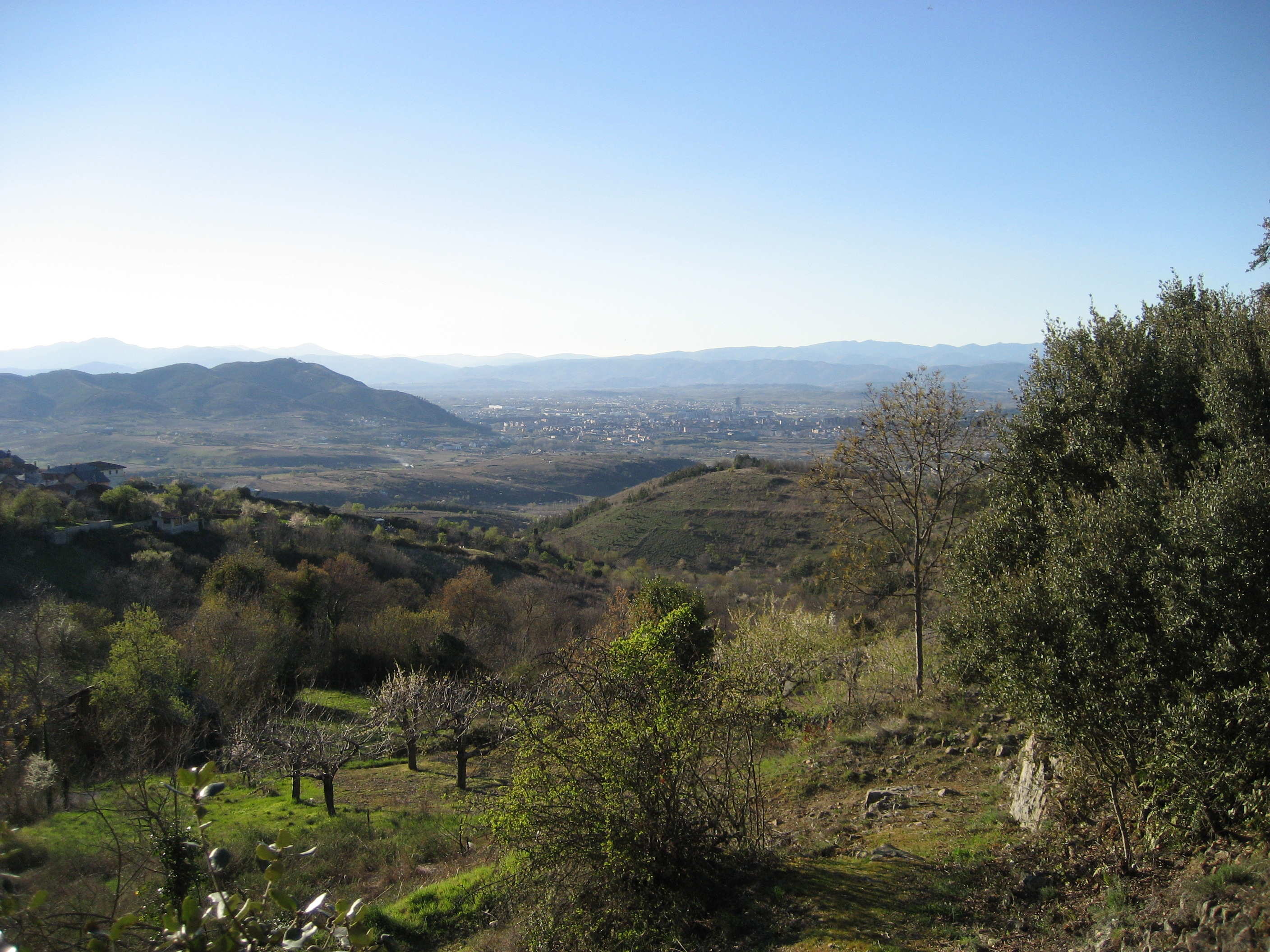
Vista de la ciudad de Ponferrada y de parte del Bierzo Bajo desde Lombillo de Los Barrios.

Cuenta con unos de los miradores más populares del Bierzo, situado en la Plaza de Las Majuelas. Desde el mirador se puede observar una amplia panorámica:
- Ponferrada
- Los Montes Aquilianos, hacia el sur, se pueden ver, de derecha a izquierda, el Campo de las Danzas (1447 m s. n. m.), próximo al pueblo de Ferradillo, la Aquiana o Guiana, que cuenta con una ermita semiderruida y un puesto de vigilancia de incendios en su cumbre. Aunque puede parecer La Guiana la cumbre más alta en la vista, le superan varios picos situados a la derecha con más de 2000 m s. n. m.m. Son Pico Tuerto (2051 m s. n. m.), el Alto de las Berdiaínas (2116 m s. n. m.) y, con el pueblo de Peñalba de Santiago debajo, Cabeza de la Yegua (2142 m s. n. m.).
- Abajo, muy próximas en el valle, se encuentran las entidades singulares de Salas de los Barrios y Villar de los Barrios, que destacan por sus casas blasonadas y tejados de pizarra negra, y que conforman el Conjunto Histórico de Los Barrios de Salas. Se pueden admirar los bosques de castaños, almendros y una amplia gama de colores, variantes según la época del año en la que se visite.

También se puede observar, en la ladera de la izquierda, en la carretera hacia Salas de los Barrios, la iglesia de San Martín.
El Santo Patrón del pueblo es San Tirso (conocido popularmente como Santo Tirso), cuya festividad se celebra cada 28 de enero, con distintos oficios religiosos y diversos actos festivos. Igualmente, en Semana Santa, se celebra una Procesión Popular entre la Iglesia de San Martín y la ermita de Lombillo.
Cuenta con dos fuentes públicas, y una escuela recién reconstruida, que lleva el nombre del ilustre hijo predilecto D. Valentín García Yebra, que fue Académico de la Real Academia Española. Esta escuela, al no existir suficiente número de niños para impartir la docencia, se ha constituido en Casa del Pueblo para uso diario de sus vecinos, con dos Asociaciones que tienen allí su sede: Asociación de Vecinos «El Fontanón» y Asociación de Pintores del Bierzo.

## Patrimonio histórico
La Iglesia de San Martín es una obra de origen medieval, que conserva restos románicos del siglo XIII. Fue reedificada en 1548, si bien se conservan restos de la primitiva iglesia románica, sobre la que fue edificada.
Está situada en el camino vecinal que une Lombillo con Salas de los Barrios, y fue declarada Bien de Interés Cultural en la categoría de Monumentos el 6 de febrero de 1976 (BOE, 10-2-1976). Atesoraba, hasta que sufrió un importante expolio en septiembre de 2007, obras de gran calidad, entre las que destacan las pinturas góticas sobre tabla con temática referente a la vida de San Martín, otras 4 pinturas renacentistas que formaban parte del sagrario, 2 imágenes de pequeño tamaño que formaban parte del retablo mayor (obra de Nicolás de Brujas) y varios objetos litúrgicos (un incensario, un cáliz o un rosario) de gran valor.
Es sus cercanías se encontró una epigrafía dedicada al dios Mercurio suponiéndose la existencia de un templo, ya desaparecido, dedicado a este dios.
En el pueblo, se puede ver la Ermita de Nuestra Señora de la Encarnación, de arquitectura muy simple, que actualmente se encuentra en mal estado de conservación. Tras pertenece a la Cofradía de las Animas, fue reconstruida en el siglo XVI. El retablo principal es de estilo barroco.
Estas dos Iglesias forman parte de la «Ruta de las 5 Iglesias» que se puso en marcha en 2017 con visitas guiadas y diversos actos programados. Las otras Iglesias de la Ruta son las situadas en Salas de los Barrios y Villar de los Barrios.
Existe una fuente en la parte superior del pueblo, conocida popularmente como «El Fontanón», cuyo origen se supone romano, siendo su fabrica actual posterior. Se trata de una estructura abovedada, situada bajo el nivel del suelo, a la que se accede por una escalinata. En otros pueblos cercanos encontramos estructuras similares.

## Personas destacadas
- Valentín García Yebra, filósofo, traductor y académico de la Real Academia Española (1917-2010).

- Datos: Q5978622